# Impromptu de Bonis
L'Impromptu, op. 1, est une œuvre de la compositrice Mel Bonis, datant de 1881.

## Composition
Mel Bonis compose son Impromptu en 1881. Le manuscrit porte l'intitule « mon premier morceau » ainsi que « Impromptu pour piano ». L'œuvre est publiée à titre posthume par les éditions Armiane en 2001 et par les éditions Furore en 2006.

## Analyse
Marie Duchêne-Thégarid associe l'Impromptu à la Romance sans paroles que la compositrice présente à l'examen semestriel du Conservatoire le 31 janvier 1881. Cette romance est jugée « pas mal » par Théodore Dubois, et « assez agréable » par Léo Delibes. Pour François de Médicis, l'œuvre dénote déjà un tempérament original et une maîtrise précoce. C'est une courte pièce vive, à la composition « consciencieuse » et charmante.

## Edition actuelle
- In Mel Bonis, œuvres pour piano, Volume 2 - Pièces pittoresques et poétiques A; éd. Furore, 2006

## Discographie
- L'ange gardien, par Laurent Martin (piano), Ligia Digital LIDI 01033181-07, 2007 (OCLC 884450880)

## Sources
: document utilisé comme source pour la rédaction de cet article.
- Étienne Jardin, Mel Bonis (1858-1937) : parcours d'une compositrice de la Belle Époque, 2020 (ISBN 978-2-330-13313-9 et 2-330-13313-8, OCLC 1153996478, lire en ligne).
- (fr + de + en) Eberhard Mayer et Christine Géliot, Pièces pittoresques et poétiques, vol. A (1881-1895), Kassel, Furore Verlag, 2006, 52 p. (ISMN 9790500129196).